# جمص
جَمْص (الاسم العلمي Swertia)، جنس نباتات عشبية معمرة من فصيلة الجنطيانية. أنواعه المعروفة نحو 50 منتشرة في معظم أقطار العالم القديم. ترغب في المواقع الرطبة. سوقها لاقياسية الشكل والأرتفاع تعلو من 15 إلى 80 سم. أوراقها السفلى متعاقبة أما الجذعية فمتقابلة. نصالها معنقة، سنانية الشكل، أزهارها متباينة الألوان يكثر فيها الأبيض ثم الأصفر فالوردي فالأحمر فالليلكي. تنويرها يستمر من تموز إلى أيلول.